# Franz von Miller (Militärwissenschaftler)
Franz Georg Anton von Miller (* 21. Dezember 1759 in Ludwigsburg; † 13. Oktober 1801 in Mundelsheim) war ein deutscher Militärwissenschaftler und Professor an der Hohen Karlsschule in Stuttgart.

## Leben und Wirken
1759 in Ludwigsburg bürgerlicher Herkunft geboren, war er katholischer Konfession und Sohn eines Rittmeisters, des nachmaligen württembergischen Platzmajors Christian Miller (1710–1780), Ritter des Herzoglich Würtembergischen militärischen Karlsordens.
Franz von Miller besuchte von 1771 bis 1779 als Schüler (Élève) bzw. Student die Hohe Karlsschule und trat dann in den württembergischen Militärdienst, zunächst als Leutnant. Später war er Obrist und erster Generaladjutant der Schwäbischen Kreistruppen. Schon als Kind hatte er Bekanntschaft mit dem gleichaltrigen Friedrich Schiller und war auch später mit der Familie Schiller bekannt. Von 1785 bis 1794 wirkte Miller als Professor für Militärwissenschaft an der Hohen Karlsschule, vor allem für das Gebiet der militärischen Taktik. Im Jahre 1789 wurde er nobilitiert (von Miller). Er starb bereits im Alter von 41 Jahren, auf seinem Freigut in Mundelsheim, dekoriert als Ritter des Herzoglich Würtembergischen militärischen Karlsordens.
Als Professor machte sich Miller vor allem durch sein umfangreiches Taktik-Lehrbuch einen Namen.
Franz von Miller war zweimal verheiratet. Er heiratete 1783 Theresia Charlotta Friederika Freiin vom Stain († 1794), legitimierte Tochter des Friedrich Karl Heinrich Freiherr vom Stain (* 1726 in Bächingen; † 1800 in Stuttgart), herzoglich württembergischen Gouverneur zu Stuttgart, Generalleutnant und Kammerherr, Generalmajor des Schwäbischen Kreises, aus seinem Verhältnis mit seiner Haushälterin Rosina Charlotta Kropf aus Stuttgart. Aus seiner ersten Ehe stammt sein Sohn Moriz (von) Miller (1792–1866), württembergischer General und Kriegsminister. Franz von Miller heiratete zum zweiten Mal 1798 Friederike Karoline Theresia von Killinger.

## Schriften
- Reine Taktik der Infanterie, Cavallerie und Artillerie. Zwei Bände. Buchdruckerei der Hohen Karlsschule, Stuttgart 1787/1788 (Digitalisat Bd. 1 und Bd. 2).
- Betrachtungen über den von den Franzosen bey Kehl übernommenen Rheinübergang. Eßlinger, Frankfurt/M. 1796 (Digitalisat).
- Bemerkungen über das schwäbische Kreiskorps und dessen Vertheidigung der Vestung Kehl. Macklot, Karlsruhe 1797.